# Afrosternophorus araucariae
Espèce
Synonymes
- Sternophorellus araucariae Beier, 1971

Afrosternophorus araucariae est une espèce de pseudoscorpions de la famille des Sternophoridae.

## Distribution
Cette espèce est endémique de la province de Baie Milne en Papouasie-Nouvelle-Guinée. Elle se rencontre sur le mont Dayman.

## Description
Le mâle décrit par Harvey en 1985 mesure 2,2 mm.

## Systématique et taxinomie
Cette espèce a été décrite sous le protonyme Sternophorellus araucariae par Beier en 1971. Elle est placée dans le genre Afrosternophorus par Harvey en 1985.

## Publication originale
- Beier, 1971 : Pseudoskorpione unter Araucarien-Rinde in Neu-Guinea. Annalen des Naturhistorischen Museums in Wien, vol. 75, p. 367-373 (texte intégral).